# Henry Sarwer-Foner
Henry Sarwer-Foner est un réalisateur canadien.

## Filmographie
- 1989 : Street Cents (série TV)
- 1998 : This Hour Has 22 Minutes: New Year's Eve Special (TV)
- 2001 : The Associates (série TV)
- 2003 : This Hour Has 22 Minutes: New Year's Eve Special (TV)
- 2004 : Corner Gas (série TV)
- 2005 : Hatching, Matching, & Dispatching (série TV)